# 三好義資
三好 義資（みよし よしすけ、生没年未詳）は、戦国時代の人物。三好長慶の嫡孫で三好義興の嫡男。左京大夫を称したとされる。子に資信、義紹。
義資が幼い頃に父・義興が永禄6年8月25日（1563年9月12日）を以って謎の死を遂げたため、嫡流であるにもかかわらず幼少であるため、家督を継げず、長慶の甥である養嗣子・三好義継が継いだ。その後の義資の行方は不明となっている。
若年にして消息が不明なため、三好義資について書かれた史料は、皆無に近い状況で、義興の嫡男ということしか分かっていない。ただ義資は、所縁のあった安養寺と米子城主・中村一忠の家老となっていた三好一族の横田内膳を頼り米子に移り住んだといった伝承も有る。しかし1603年の米子騒動で横田一族は討たれ、義資の息子・義紹も討たれてしまう（義資はこの時、すでに亡くなっていたと思われる）。
その後、生き残った義紹の長男・義信は姓を稲田に変え帰農し、次男の長政は姓を変えず町人となっている。